# Milo Twomey
Milo Twomey (ur. 1969 w Londynie) – brytyjski aktor. 

## Życiorys
Urodził się i dorastał w Londynie. W wieku czternastu lat zadebiutował w roli chórzysty Trevithica w dramacie Rój w maju (A Swarm in May, 1983). 
Po studiach na University of Warwick, uczył się aktorstwa w East 15 Acting School i ukończył studia w 1995. Na swoim koncie ma występy sceniczne w takich teatrach jak Kneehigh w Kornwalii, Royal National Theatre i Royal Exchange w Manchesterze. W dramacie satyrycznym Jolly Boy’s Last Stand (2000) zagrał postać Desmonda „Desa” Dixona u boku Andy’ego Serkisa i Sachy Barona Cohena. W 2010 zdobył uznanie za jednoosobowy program Dandy in the Underworld, przedstawiający samozwańczego rozpustnika Sebastiana Horsleya.

## Filmografia

### Seriale
- 1996: Milczący świadek jako P.C. North
- 2001: Kompania braci jako lekarz wojskowy
- 2003: EastEnders jako pracownik socjalny
- 2004: Szpital Holby City jako Adam Hilditch
- 2005: Złota godzina jako Jake Gaddes
- 2007: Szpiegowska rodzinka jako Dirk Bannon
- 2007: Szpital Holby City jako Miles Jarvis
- 2016: Wojna i pokój jako Grigori
- 2018: Safe jako Bobby
- 2021: Księga czarownic jako Pierre